# SG Eintracht Lahnstein
Dernière mise à jour : 25 mars 2011.
Le SG Eintracht Lahnstein est un club allemand de football localisé à Lahnstein en Rhénanie-Palatinat.
Le club tire son nom et sa forme actuelle d’une fusion, survenue en 1973 entre le SC 09 Oberlahnstein et le SV 1911 Niederlahnstein.

## Histoire
La localité de Lahnstein découvrit le football vers les 1907 et 1908. La création des premiers clubs ne tarda pas par la suite.

### SC 09 Oberlahnstein
Le club fut fondé en  1909.
En 1945, le club fut dissous par les Alliés, comme tous les clubs et associations allemands (voir Directive n°23). Il fut rapidement reconstitué.
Après une fusion avec son rival local du TG Oberlahnstein, le club joua  sous l’appellation SG Oberlahnstein entre 1947 et 1949. Ensuite, la fusion fut arrêtée.
Le club joua jusqu’en 1952 dan l’Amateurliga Rheinland (à l’époque 3e niveau de la hiérarchie). 
En 1960, le SC 09 Oberlahnstein remonta dans cette ligue et fut versé dans le Groupe West où il termina 8e. Ensuite, après deux saisons, le club évolua dans le Groupe Ost et temrina deux fois vice-champion.
Après une 3e place en 1963, le cercle se qualifia pour rester dans l’Amateurliga qui était ramenée à une seule série (à la suite de la création de la Bundesliga et des Regionalligen, aux deux étages supérieurs). Le club joua en fond de classement et fut relégué en 1965. Il remonta quatre ans plus tard et assura son maintien.
Après avoir terminé vice-champion, en 1973, le SC 09 Oberlahnstein participa au Championnat d’Allemagne Amateur, mais fut rapidement éliminé par le 1.FC Kaiserslautern Amateur. 
Peu après, il fusionna avec le SV 1911 Niederlahnstein, pour former le SG Eintracht Lahnstein.

### SV 1911 Niederlahnstein
Le club fut créé en 1911 sous la dénomination de FC Deutschland Niederlahnstein. 
Après la Première Guerre mondiale, le cercle prit le nom de SV Niederlahnstein.
En 1945, le club fut dissous par les Alliés, comme tous les clubs et associations allemands (voir Directive n°23). Il fut rapidement reconstitué.
En 1950, le club monta en Amateurliga Rheinland (4e niveau de l’époque). Terminant en milieu de tableau (6e), il fut qualifié pour monter en Amateurliga (3e niveau).
En 1956, le SV 1911 Niederlahnstein remporta le titre et monta en 2. Oberliga Südwest, une ligue créée en 1951 et qui équivalait à la Division 2. 
Quatre ans plus tard, le cercle monta en Oberliga Südwest, c'est-à-dire une des cinq ligues formant l’élite du football allemand à cette époque. Le SV 1911 Niederlahnstein fut immédiatement relégué, mais remporta à nouveau le titre en 1962.
Mais la saison suivante, le club termina encore une fois dernier en Oberliga Südwest, avec seulement 3 points inscrits ! Il ne fut pas repris pour être versé en Regionalliga Sûdwest et retourna en Amateurliga (3e niveau).
En 1966, le SV 1911 Niederlahnstein descendit au 4e niveau mais remonta l’année suivante.
En 1973, il fusionna avec le SC 09 Oberlahnstein, pour former le SG Eintracht Lahnstein.

### SG Eintracht Lahnstein

ancien logo du SG Eintracht Lahnstein

Lors de sa première saison, en Amateurliga, le SG Eintracht Lahnstein termina à la 11e place, mais l’année suivante, il ne finit que 16e et descendit au 4e niveau.
Par la suite, le club ne remonta jamais dans les plus hautes ligues du football allemand.
En 2010-2011, le SG Eintracht Lahnstein évolue en Rheinland Liga (ancienne "Verbandsliga" de la Fussballverband Rheinland), soit au 6e niveau de la hiérarchie de la DFB.